# Bruviks kommun
Bruviks kommun (norska: Bruvik kommune) var en kommun i Hordaland fylke i västra Norge. Kommunen omfattade den sydöstra delen av nuvarande Osterøy kommun samt den västra delen av nuvarande Vaksdals kommun. Byn Bruvik på ön Osterøy utgjorde kommunens centralort.

## Administrativ historik
Bruviks kommun upprättades den 1 januari 1870 genom utbrytning ur Haus kommun. Kommunen hade 2 062 invånare vid upprättandet.
Den 1 januari 1964 upplöstes kommunen och delades. Huvuddelen (med 5 264 invånare) fördes, tillsammans med delar av kommunerna Evanger och Modalen, till den då nybildade Vaksdals kommun, medan Bruviksbygden (med 409 invånare) fördes, tillsammans med delar av kommunerna Hamre, Haus och Hosanger, till den då nybildade Osterøy kommun. Kommunen hade vid delningen totalt 5 673 invånare.